# Vicente Tormo
Vicente Tormo Alfonso (Valencia 21 de agosto de 1921 – Valencia 21 de diciembre de 2007) fue conocido por ejercer el cargo de vicepresidencia y, posteriormente, presidencia de la entidad deportiva Valencia Club de Fútbol en el período 1983-1986 tras la dimisión de su predecesor, José Ramos Costa.
Vicente Tormo, previamente a su labor en el club deportivo, ejerció como Doctor en Medicina y Cirugía y especialista en pulmón y corazón, siendo profesor jefe del Servicio de Cardiología del Hospital General de Valencia.

## Trayectoria profesional

### Su trabajo como Doctor
Vicente Tormo dedicó su vida al ámbito de la Medicina, doctorándose en esta misma especialidad y Cirugía por la Universidad de Valencia en el año 1948. En 1962 fue nombrado por oposición jefe del Servicio de Cardiología del Hospital Provincial de Valencia, conocido a día de hoy como Hospital General Universitario de Valencia. El Servicio de Cardiología fue, en un primer momento, un departamento de nueva creación derivado de la partición del Servicio clínico de Pulmón y Corazón y fue a Vicente Tormo a quien se le asignó la tarea de fundarlo y organizarlo.
Otra de las actividades científicas de las que Vicente Tormo tomó parte fue el hecho de ser Presidente Fundador y de Honor de la Sociedad de Cardiología de Levante de España en 1976. Al año siguiente fundó y dirigió, asimismo, el primer Centro de Valoración Funcional y Rehabilitación del Cardíaco del Hospital Provincial Universitario de Valencia, introduciendo en España programas de prevención y rehabilitación cardíaca.
De igual modo, fue el primer cardiólogo valenciano en alcanzar el título de presidente de la Sociedad Española de Cardiología en el año 1979. En 1980 creó y dirigió hasta su fallecimiento en 2007 el primer centro en España de Rehabilitación Cardíaca Fase III, ubicado en su Comunidad Autónoma natal. Ese mismo año logró la presidencia del Ilustre Colegio de Médicos de Valencia. Más tarde, ya en 1998, es elegido presidente de la Real Academia de Medicina de la Comunidad Valenciana y reelegido por unanimidad en 2002 y 2006.
En lo concerniente a su labor investigadora, esta se centró en la cardiología, publicando centenares de artículos en torno a esta materia en revistas especializadas. Asimismo, publicó el primer libro de España que abordaba esta temática bajo el título Valoración funcional y rehabilitación de la cardiopatía Editorial Médica y Técnica S.A. (1978).
Desde 2006 funciona la Fundación Vicente Tormo, dedicada a proporcionar a todo paciente afectado por una enfermedad cardiovascular o a aquel con alto riesgo de padecerla, un conocimiento de la esta junto con un programa de prevención primaria y secundaria.

### Su trabajo en el Valencia Club de Fútbol
Vicente Tormo fue presidente del club deportivo principal de su ciudad originaria durante tres temporadas, que fueron conocidas por ser el periodo económico más difícil de la historia del Valencia Club de Fútbol. Accedió a la presidencia a finales de la temporada 1982-1983, que fue recordada por salvarse del descenso a segunda división tras un partido frente al Real Madrid en la última jornada en el que el equipo valenciano salió victorioso, privando al contrario, además, del título de Liga.
Su acceso a la presidencia del club se produjo tras la dimisión de José Ramos Costa, ganando las elecciones a Vicente Mira. Fue entonces cuando Vicente Tormo se topó con una entidad en quiebra, derivada del desmedido gasto en fichajes por parte de la entidad y que había provocado, no obstante, la última época dorada del Valencia, en la que logró una Copa del Rey, una Recopa y una Supercopa europea. Los éxitos causaron, sin embargo, una situación económica adversa.
En el apartado deportivo, la directiva de Vicente Tormo tuvo que afrontar los enfrentamientos con jugadores procedentes de la cantera, como Fernando, Giner, Voro, García Pitarch o Quique. En la temporada 83-84, el equipo terminó en el puesto 12º; a la siguiente, en el 9º. En la temporada 85-86, el descenso de categoría fue inevitable y, muy poco antes de consumarse, Vicente Tormo dimitió, accediendo a la presidencia Pedro Cortés. Poco después, Arturo Tuzón, que fue directivo de Tormo, cogió al equipo ya descendido para iniciar la recuperación deportiva y económica.